# Polisportiva Fascista Mario Umberto Borzacchini 1942-1943
Questa voce raccoglie le informazioni riguardanti la Polisportiva Fascista Mario Umberto Borzacchini nelle competizioni ufficiali della stagione 1942-1943.

## Rosa
| N. |                   | Ruolo | Calciatore            |
| -- | ----------------- | ----- | --------------------- |
|    | Italia (bandiera) | C     | Ancillotto Ancillotti |
|    | Italia (bandiera) | C     | Corrado Biasotto      |
|    | Italia (bandiera) | P     | Mario Braconi         |
|    | Italia (bandiera) | C     | Nicola Bruscantini    |
|    | Italia (bandiera) | D     | Luigi Caldarulo       |
|    | Italia (bandiera) | A     | Oreste Cioni          |
|    | Italia (bandiera) | C     | Renzo Del Guerra      |
|    | Italia (bandiera) | A     | Giorgio Dentuti       |
|    | Italia (bandiera) | C     | R. Donti              |
|    | Italia (bandiera) | D     | R. Laureti            |

| N. |                   | Ruolo | Calciatore          |
| -- | ----------------- | ----- | ------------------- |
|    | Italia (bandiera) | A     | Lamberto Lippi      |
|    | Italia (bandiera) | A     | Luciano Maran       |
|    | Italia (bandiera) | C     | Francesco Mazzoleni |
|    | Italia (bandiera) | C     | Franco Moretti      |
|    | Italia (bandiera) | A     | A. Orsini           |
|    | Italia (bandiera) | A     | Giuseppe Ostromann  |
|    | Italia (bandiera) | D     | Ivo Pescini         |
|    | Italia (bandiera) | A     | Emanuele Sodini     |
|    | Italia (bandiera) | P     | Luigi Ukmar         |
|    | Italia (bandiera) | D     | Sirio Cattani       |